# Dasychira lemmeri
Dasychira lemmeri är en fjärilsart som beskrevs av Barnes och Benjamin 1927. Dasychira lemmeri ingår i släktet Dasychira och familjen tofsspinnare. Inga underarter finns listade i Catalogue of Life.